# Is That Alright?
Az Is That Alright? egy dal a 2018-as Csillag születik című filmből és annak filmzenei albumáról, Lady Gaga amerikai énekesnő előadásában. A dal elkészítésében Gaga mellett Mark Nilan Jr., Nick Monson és Paul „DJ White Shadow” Blair is közreműködött producerként, a dalszöveg írásában pedig rajtuk kívül Lukas Nelson és Aaron Raitiere is részt vettek. A számot Gaga filmes karaktere, Ally énekli, szerelmes üzenetként a Bradley Cooper által alakított Jackson felé. Az eredeti, moziban vetített változatban a stáblista alatt hallható, míg a bővített, Encore kiadásban az esküvői jelenetnél is elhangzik. A dal több országban is sikeres volt, többek között Magyarországon, Skóciában és Szlovákiában bekerült a top 30-ba. A kritikusok kedvezően fogadták, külön dicsérve Gaga énekét.

## Háttér és kompozíció
- Is That Alright?Egy 28 másodperces részlet az Is That Alright? című dalból, amelyben Lady Gaga éneklési stílusa a kitörő, erőteljes hangoktól a halk suttogásig váltakozik.

Nem tudod lejátszani a fájlt?
Az Is That Alright? először 2018. szeptember 25-én tűnt fel egy részlet formájában, amelyet Lady Gaga osztott meg a Csillag születik című film előzetesében – a dal kifejezetten ehhez a filmhez íródott. A videó körülbelül egyperces ízelítőt adott a dalból a film különböző jeleneteinek kíséretében. Később a filmzenei album standard kiadásának huszonötödik számaként jelent meg, amit 2018. október 5-én adtak ki. Az Is That Alright? egy érzelmes, zongorakíséretes ballada. Egy „kitárulkozó” szerelmes dal, amely „hangulatában hasonló” a filmzene más számaihoz, mint például a Shallow vagy az I’ll Never Love Again.
A dalon Lady Gaga, Mark Nilan Jr., Nick Monson és Paul „DJ White Shadow” Blair dolgoztak együtt, a dalszöveghez Lukas Nelson és Aaron Raitiere is hozzájárultak. A film zenei munkálatairól Blair úgy nyilatkozott, hogy „minden egyes dalhoz, ami végül felkerült az albumra, legalább négy másik változat is készült”, így több verzió közül választhattak, hogy mi illik legjobban a történethez. Hozzátette, hogy az Is That Alright? lett a személyes kedvence azok közül, amelyek végül a filmzene részévé váltak. A dal G-dúr hangnemben íródott, mérsékelt, 105 BPM-es tempóval, 4/4-es ütemben. A versszakok alatt a következő akkordmenet hallható: G–G/B–Em–C, míg a refrénben G–Em–G/B–G. Gaga éneke a mélyebb E3-tól a magasabb E5-ig terjed, stílusa pedig a hangos kiénekléstől az egészen halk, suttogó részekig változik a dal során.

## A filmben való szerepe és a dalszöveg jelentése
Az Is That Alright? az eredeti, moziban vetített Csillag születik változat stáblistája alatt hangzik el. Ez a dal Ally (Lady Gaga) fogadalma Jackson (Bradley Cooper) felé – a film két főszereplője –, amelyben megígéri, hogy élete végéig szeretni fogja őt. A USA Today szerint a szám „érzékletes képet fest a viharos szerelmükről, miközben Gaga gyengéd mesélőből torokszorító erővel éneklő előadóvá változik”, külön kiemelve a sorokat: „Azt akarom, hogy ott legyél életem végén... Látni akarom az arcodat, amikor méltósággal elbukom, abban a pillanatban, amikor meghalok.” A Screen Rant úgy vélte, a dal „egy újabb bepillantást enged abba, mitől olyan különleges a kapcsolatuk”, ahol Ally, „az éppen felemelkedő énekesnő… minden egyes sorba beleadja a szívét.” A Vulture egyik cikke szerint, mivel a dal a történet legvégén hangzik el, úgy is értelmezhető, mint egy „tragikus óda a be nem teljesült közös jövőről szőtt álmokhoz”. Ugyanezen oldal másik írásában megemlítik, hogy Ally karaktere a dalban „őrületes mértékű rajongást és gyengédséget” sugároz, amit jól példáz a dalszöveg egyik sora is: „Nincs olyan, amit mondanál, és ne érdekelne engem.”
A Csillag születik egyik törölt jelenete, amelyben Ally előadja az Is That Alright? című dalt, a film 2019 februárjában megjelent DVD- és Blu-ray-kiadásának extrái között kapott helyet. 2019 márciusában a film korlátozott ideig visszakerült a mozikba egy hét erejéig, majd 2019 júniusában megjelent egy hosszabb, bővített változat A Star Is Born: Special Encore Edition címmel. Ebben a verzióban hosszabb jelenetet láthatunk Ally és Jackson esküvői fogadásáról, ahol a dal újra bekerült a történetbe. Ally leül a zenekar zongorájához, kezébe veszi a mikrofont, és ezt mondja Jacksonnak: „Amikor kimondtuk a fogadalmunkat az oltárnál, nem tudtam mindent elmondani, amit szerettem volna. Ezért leírtam, és elhoztam ide. Remélem, nem baj, ha örökké szeretni foglak, Jack.” Ezután előadja az Is That Alright?-ot. Heather Schwedel, a Slate újságírója szerint a dal eredetileg „kissé rejtélyes volt”, de az Encore változat „megmutatja, miért is létezett ez a szám”, köszönhetően az „elbűvülő” extra jelenetnek.

## Kritikusi fogadtatás

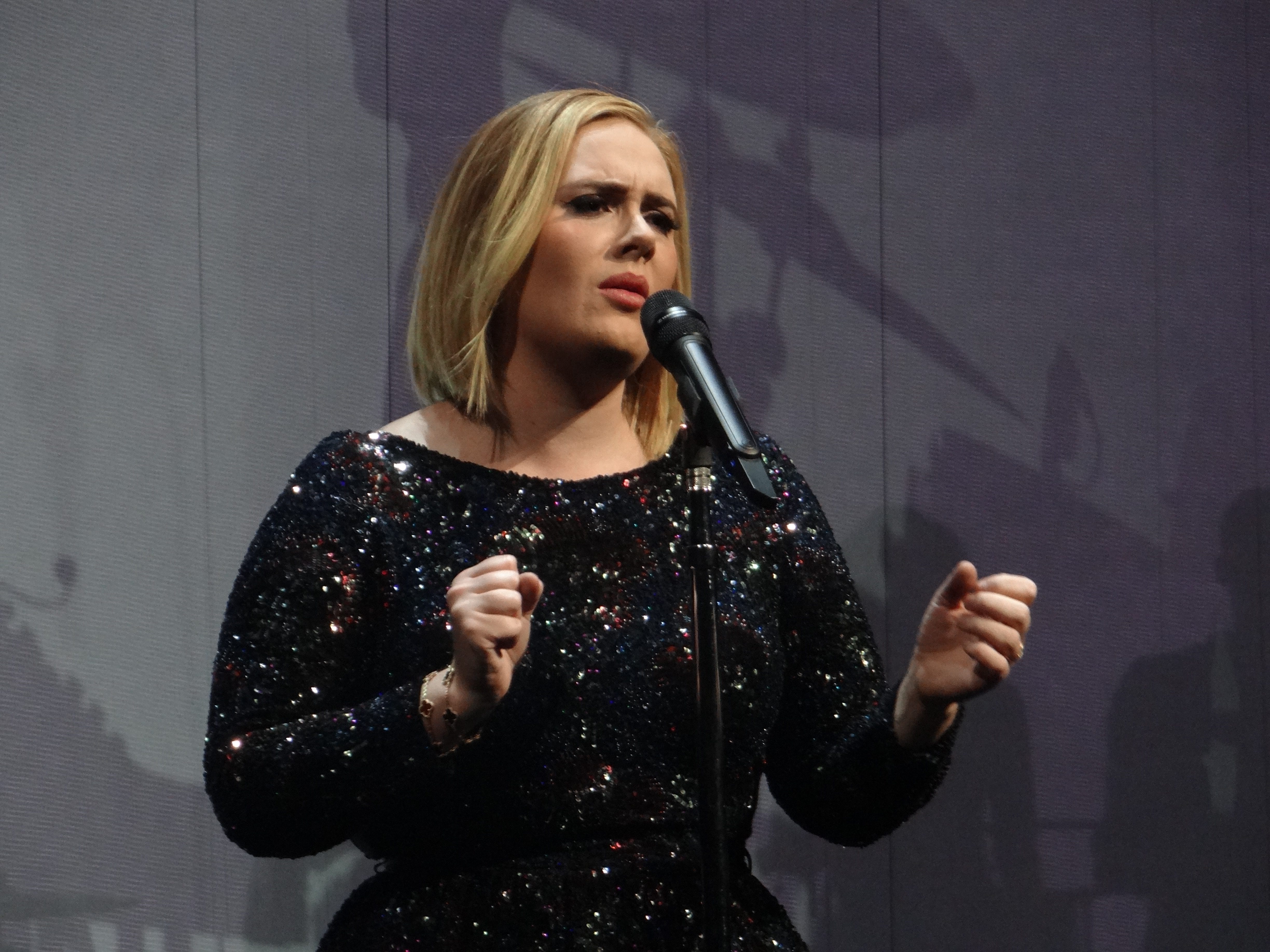
Több kritikus szerint a dal stílusa Adele munkásságára emlékeztet

Az Is That Alright? kedvező kritikákat kapott az újságíróktól, akik elsősorban Lady Gaga énekteljesítményét dicsérték, és érzelmileg megindítónak találták a dalt. A Vulture egyik cikke úgy fogalmazott, hogy a szám „inkább emlékeztet Adele-re, mint Lady Gagára”, amit a The Guardian is megerősített, hozzátéve, hogy ez a dal akár „évek óta szerepelhetne Elton John vagy Adele repertoárjában is”. Wren Graves, a Consequence kritikusa „nagyívű Broadway-balladának” nevezte a dalt, amely a Wicked című musical Defying Gravity (2003) című betétdalát, illetve az Evita klasszikusát, a Don't Cry for Me Argentina (1976) című számot idézi. A Bustle újságírója, Tatiana Tenreyro szerint a dal Gaga saját korábbi balladáira – például a Speechless (2009) és a Million Reasons (2016) – hasonlít, ám hozzátette: „ennek a dalnak a szövege még sebezhetőbbnek hat, és világosan megmutatja, mennyire vágyik Ally Jackson szerelmére, és mennyire hisz benne, hogy ő az igazi.” Chris DeVille a Stereogumtól úgy vélte, hogy „az érzelmes zongorás balladák, mint az Is That Alright? vagy az Always Remember Us This Way simán elférnének Gaga Joanne című albumának bónusz számai között, és legalább olyan jók, mint a Million Reasons, amely arról az albumról az egyetlen igazi sláger lett.”
Joey Morona, a The Plain Dealer munkatársa „megható” szerelmes dalnak nevezte a számot, amelyben Gaga „jól ismert érzelmi töltete és hangereje” érvényesül. Szerinte a dal egy szinten áll az album többi kiemelkedő szerzeményével, a Shallow-val és az I’ll Never Love Againnel, és szerinte ez a három dal száll majd versenybe a Legjobb eredeti betétdal Oscar-díjáért. Natalie Walker a Vulture-nél úgy vélte, az Is That Alright? a filmzene legjobb száma. Úgy fogalmazott: „a dal énektechnikailag és érzelmileg is szélsőséges, éppen ez teszi annyira hatásossá.” Hozzátette: „a magas hangok lenyűgözőek, a középtartományban erőteljes a hangképzés, a légies falzett részek pedig szépek; a versszakok hangterjedelme megfosztja Gagát a szokásos hangtechnikai trükköktől, így a figyelem csak a vágyakozó szöveg és az intimitás utáni sóvárgás részleteire irányul.” Walker szerint Gaga alsó hangtartományú éneklése Beyoncé Halo (2009) című dalára emlékeztet. Ugyancsak a Vulture-től, Hunter Harris is dicsérte a dalt, „talán a Csillag születik legjobb dalának” nevezve, és megjegyezte, hogy rendezőként Bradley Cooper „jóvátette” korábbi döntését azzal, hogy az Encore változatban végül valóban bekerült a dal a filmbe. Paris Close az iHeartnál úgy jellemezte a számot, mint egy „melegséggel teli, sebezhető és bátor szerelmi vallomás, amelyben az énekes-dalszerző teljes szívéből énekel kedveséhez”. Daniel Megarry, a Gay Times kritikusa szerint a dal „könnyeket csal a szemekbe”, míg Mike Neid az Idolatortól Gaga „szárnyaló” énekhangját emelte ki, amit „érzelemgazdag hangszerelés” kísér.
Ben Beaumont-Thomas (The Guardian) úgy vélte, hogy a dalszöveg „leírva már-már nevetségesnek tűnhet, de felvételen szíven ragadja a hallgatót”. Szerinte Gaga teljes őszinteséggel adja át az érzelmeket, és úgy gondolja, hogy a dal könnyen népszerű lehet esküvői fogadásokon is. A The Ringer kritikusa, Alyssa Bereznak az „érzelmi szerkezetet” méltatta: szerinte a dal „egy gyengéd, öntudatlan érzelmi kiáradásként indul, amit egy erőteljes, követelő refrén követ, amely szemkontaktust és örök házasságot kíván, majd mindezt egy kedves, vágyakozó kérdés zárja le”. Neil McCormick, a The Daily Telegraph újságírója úgy fogalmazott, hogy bár a dal „egy kiszámítható felépítésű, kissé szappanoperaszerű zongorás ballada”, a film cselekményében – ahol egy reménytelen szerelembe kapaszkodó nő utolsó boldogságmorzsáit mutatja be – „senkinek sem marad száraz a szeme”. Bethonie Butler (The Washington Post) a dalt „kedves, de kissé giccses balladának” nevezte. Adam White, a The Independenttől a filmzene egyik feledhetőbb darabjának tartotta, ugyanakkor kiemelte, hogy „Gaga úgy énekel ki magából mindent a zongorakíséret mellett, mintha az élete múlna rajta”.

## Kereskedelmi fogadtatás
Az Is That Alright? a filmzene öt olyan dala közül az egyik volt, amely felkerült a Billboard Hot 100 listájára, ahol a 63. helyen debütált. Emellett a kanadai Hot 100-as listán a 85. helyet érte el. Az Egyesült Királyságban a dal a 23. helyig jutott a UK Singles Downloads Chart listáján, és a Brit Hanglemezgyártók Szövetsége (BPI) ezüstlemezzé minősítette, miután több mint 200 000 egységet értékesítettek belőle. Ausztráliában az ARIA Singles Chart 97. helyén nyitott, majd a következő héten egy pozíciót javított. Új-Zélandon a dal a New Zealand Hot Singles listán a 40. helyig jutott. Ezen kívül a Is That Alright? 19. volt a Billboard Euro Digital Songs listáján, 22. a magyar Single Top 40 listán, 20. a skót kislemezlistán, 12. a Szlovák Digitális Top 100-on, míg a 33. hely volt a legjobbja a  Spanyol Fizikai/Digitális kislemezlistán. 2021-ben a dal aranylemez minősítést kapott Lengyelországban a ZPAV-tól, miután több mint 25 000 értékesítési egységet produkált az országban.

## Közreműködők és stáblista
A stáblista az A Star Is Born filmzenealbum füzetének információi alapján készült.

### Menedzsment
- Kiadás: Sony/ATV Songs LLC / SG Songs LLC (BMI) / Happygowrucke / Creative Pulse Music / These Are Pulse Songs (BMI).
- Minden jogot a These Are Pulse Songs, BIRB Music (ASCAP) / BMG Rights Management (US) LLC kezel.
- Warner Tamerlane Publishing Corp. / Super LCS Publishing / One Tooth Productions (BMI), Warner-Barham Music LLC (BMI).
- További jogkezelés: Songs of Universal (BMI) / Warner-Olive Music LLC (ASCAP), a Universal Music Corp. (ASCAP) jogkezelésében.
- Felvételek helyszínei: Five Star Bar stúdióban (Los Angeles). További felvételek helyszínei: Shrine Auditorium, EastWest Studios, The Village West (Los Angeles).
- Hangkeverés: Electric Lady Studios (New York City)
- Maszterelés: Sterling Sound Studios (New York City)

### Közreműködők
| - Lady Gaga – dalszerző, producer, ének - Mark Nilan Jr. – dalszerző, producer, zongora - Nick Monson – dalszerző, producer - Paul "DJWS" Blair – dalszerző, producer | - Lukas Nelson – dalszerző - Aaron Raitiere – dalszerző - Benjamin Rice – hangmérnök - Bo Bodnar – hangmérnök asszisztens | - Tom Elmhirst – hangkeverés - Brandon Bost – keverőmérnök - Randy Merrill – maszterelés |

## Slágerlistás helyezések
| Slágerlista (2018)                     | Legjobb helyezés |
| -------------------------------------- | ---------------- |
| Ausztrália (ARIA)                      | 96               |
| Egyesült Királyság (UK Download Chart) | 23               |
| Euro Digital Songs (Billboard)         | 19               |
| Kanada (Canadian Hot 100)              | 85               |
| Magyarország (Single Top 40)           | 22               |
| Skócia (Scottish Singles Top 40)       | 20               |
| Spanyol Physical/Digital (PROMUSICAE)  | 33               |
| Szlovákia (Singles Digitál Top 100)    | 12               |
| Új-Zéland Hot Singles (RMNZ)           | 40               |
| US Billboard Hot 100                   | 63               |

## Minősítések
| Régió                                                            | Minősítés | Eladott példányszám |
| ---------------------------------------------------------------- | --------- | ------------------- |
| Ausztrália (ARIA)                                                | arany     | 35 000‡             |
| Brazília (Pro-Música Brasil)                                     | platina   | 40 000‡             |
| Egyesült Királyság (BPI)                                         | ezüst     | 200 000‡            |
| Lengyelország (ZPAV)                                             | arany     | 10 000‡             |
| Új-Zéland (RMNZ)                                                 | arany     | 15 000‡             |
| ‡ Eladási+streaming példányszámok kizárólag a minősítés alapján. |           |                     |

## Fordítás
- Ez a szócikk részben vagy egészben  az   Is That Alright? című angol Wikipédia-szócikk fordításán alapul.  Az eredeti cikk szerkesztőit annak laptörténete sorolja fel. Ez a jelzés csupán a megfogalmazás eredetét és a szerzői jogokat jelzi, nem szolgál a cikkben szereplő információk forrásmegjelöléseként.